# 주읍
주읍(朱邑, ? ~ 기원전 62년? 61년?)은 전한 후기의 관료로, 자는 중경(仲卿)이며 여강군 서현(舒縣) 사람이다.

## 행적
젊어서 동향색부(桐鄕嗇夫)를 지냈는데, 검소하며 온화하여 벌을 주어도 매질한 적이 없었고 노인과 고아·과부를 보살펴 주어 관원과 백성들이 존경하였다. 이후 태수의 졸사(卒史)로 보임되었고, 현량(賢良)으로 천거되어 대사농승(大司農丞)에 임명되었다. 북해태수로 전임되었다가, 치적이 으뜸이어서 대사농으로 승진하였다.
주읍은 사람됨이 너그럽고 사귐이 돈독하였으나, 일을 공정히 처리하고 사적으로 교류하지는 않았다. 선제는 이를 기특하게 여겼고, 또 조정에서도 그를 공경하였다.
원강 4년(기원전 62년) 또는 신작 원년(기원전 61년), 병들어 죽었다. 주읍은 죽을 때 아들에게 다음과 같이 일렀다.
| “ | 나는 예전에 동향(桐鄕)의 아전이었다. 그곳 백성들이 나를 사랑하였으니, 나를 그곳에 묻도록 하거라. 자손들이 나를 위해 제사를 지내겠지만, 동향 사람들보다 못할 것이다. | ” |

아들은 유언대로 동향의 서쪽 외곽에 주읍을 장사지냈는데, 과연 동향 사람들은 주읍을 위하여 그곳에 사당을 세우고 해마다 제사를 지냈다. 이 제사는 후한 시기에도 계속되었다.

## 출전
- 반고, 《한서》 권19하 백관공경표 下·권89 순리전

| 전임 보 | 전한의 대사농 기원전 66년 ~ 기원전 62년 | 후임 왕우 |